# Giorgio Santambrogio
Giorgio Santambrogio (Milano, 1965) è un dirigente d'azienda italiano, amministratore delegato di Gruppo VéGé da maggio 2013.

## Biografia
Giorgio Santambrogio è nato a Milano nel 1965 e si è laureato in Economia e Commercio nel 1990, presso l’Università Bocconi. 
Fin dagli esordi si è occupato di retail, insegnando prima Economia delle aziende del grande dettaglio presso l’Università Bocconi e poi iniziando la sua carriera nel mondo aziendale come direttore marketing e formazione del Consorzio Italmec e a seguire direttore marketing di Euromadis. Nel 1999 è diventato direttore marketing di Interdis e nel 2011 direttore generale.
Dal 2014 la società torna alle origini, ricominciando a operare con il nome storico di Gruppo VéGé 
e Santambrogio viene nominato amministratore delegato di Gruppo VéGé e di VéGé Brands, la società che è proprietaria e si occupa di gestire tutti i marchi del gruppo, oltre a direttore generale di VéGé Retail, la società commerciale del Gruppo. 
Sotto la sua guida, il Gruppo pone particolare attenzione alle dinamiche di sviluppo sociali, culturali ed economiche del retail e del rapporto tra produzione e consumo; inoltre nel 2024, VéGé scala la classifica dei top retailer italiani e si colloca al quarto, con una quota di mercato dell'8,3%.
Dal 2016 al 2020 è stato presidente di ADM – Associazione Distribuzione Moderna, l’ente non datoriale che rappresenta tutte le imprese di distribuzione che operano in Italia.
Dal 2021 è vice presidente vicario, con delega alla digitalizzazione, di Federdistribuzione, associazione datoriale che riunisce e rappresenta le imprese italiane distributive operanti nei settori alimentare e non alimentare.
È vice presidente del Retail Institute Italia e membro del consiglio direttivo di GS1 Italy, l'organizzazione che sviluppa gli standard per la comunicazione tra imprese. Ad aprile 2022 viene nominato componente del Consiglio Generale di Confindustria Intellect e a giugno 2023 ottiene l’incarico di Direttore Scientifico dell’Executive Master in Marketing – Major in Digital Retail Marketing presso la Luiss Business School.

## Riconoscimenti
- 1989: Vincitore dell’VIII C.O.S.M. Procter & Gamble[15]
- 2000: Premio Adico “Uomo marketing dell’anno”[16]
- 2002: Loyalty Award per aver ideato e realizzato il miglior programma italiano di fidelizzazione della clientela finale[15]
- 2022: Top Communicator of the Year[17]